# Leucothea japonica
Leucothea japonica is een soort in de taxonomische indeling van de ribkwallen (Ctenophora). 
De kwal behoort tot het geslacht Leucothea en behoort tot de familie Leucotheidae. De wetenschappelijke naam van de soort werd voor het eerst geldig gepubliceerd in 1918 door Komai.